# My Husband's Lover
My Husband's Lover es una serie de televisión filipina transmitida por GMA Network desde el 10 de junio de 2013 hasta el 18 de octubre de 2013. Está protagonizada por Dennis Trillo, Tom Rodríguez y Carla Abellana.

## Argumento
Vicente dejó embarazada a su novia Lally mientras aún estaban en la universidad. Por lo que tuvieron que casarse, incluso si los dos de ellos no estaban listos para la responsabilidad y la madre de Vicente, Elaine, estaba muy en contra de ella. Así, la vida de casada de Lally nunca fue suave-vela debido a Elaine. Pero por el amor de su marido, Lally soporta las dificultades en el trato con su madre-en-ley, y con él el apoyo de su padre-en-ley. Sin embargo, cuando Lally quedó embarazada de su segundo hijo, Vicente de repente se convirtió en frío y distante hacia ella.
Desconocido para Lally, Vincent es mantener un secreto de ella; también es un secreto que ha guardado de todo el mundo desde que era joven. Vincent es un hombre homosexual no que nunca salió por temor a que destruirá su familia. Sin embargo, todo cambió cuando una vez más se cruza con Eric - su más grande amor. A diferencia de Vicente, Eric es abiertamente homosexual. Pero, al igual que Vicente, que todavía está enamorada de él.
Con el tiempo, los dos hombres comienzan un romance y Vincent trata de ocultar el asunto de Lally por bañándola con regalos y atención. Sin embargo, Lally intuición le dice que algo está mal en su matrimonio aparentemente perfecto. Fue entonces cuando ella comienza a investigar y que finalmente se entera del secreto más oscuro de Vincent.

## Elenco

### Elenco principal
- Tom Rodriguez como Vincent Soriano[2]
- Dennis Trillo como Eric del Mundo[3][4]
- Carla Abellana como Lally Agatep-Soriano[5][6]

### Elenco recorrente
- Kuh Ledesma como Elaine Soriano.
- Roi Vinzon como Armando Soriano.
- Glydel Mercado como Sandra Agatep.
- Chanda Romero como Sol del Mundo.
- Karel Marquez como Evelyn Agatep.
- Bettina Carlos como Vicky Araneta.
- Victor Basa como David.
- Kevin Santos como Danny.
- Antone Limgenco como Hanna "Munchkin" Soriano Agatep.
- Elijah Alejo como Diego "Diegs" Soriano Agatep.

## Premios y nominaciones
| Año  | Asociación                                          | Premio/Reconocimiento                     | Categoría                                              | Candidato                     | Resultado | Ref.   |
| ---- | --------------------------------------------------- | ----------------------------------------- | ------------------------------------------------------ | ----------------------------- | --------- | ------ |
| 2013 | White Party Manila / Malate Business Association    | Placa de reconocimiento                   | Placa de reconocimiento                                | My Husband's Lover            | Ganadores | [ 7 ]  |
| 2013 | Philippine Movie Press Club                         | 27th Star Awards for Television           | Mejor serie dramática en horario estelar               | My Husband's Lover            | Nominados | [ 8 ]  |
| 2013 | Philippine Movie Press Club                         | 27th Star Awards for Television           | Mejor actriz dramática                                 | Carla Abellana                | Nominada  | [ 8 ]  |
| 2013 | Philippine Movie Press Club                         | 27th Star Awards for Television           | Mejor actor dramático                                  | Dennis Trillo                 | Nominado  | [ 8 ]  |
| 2013 | Philippine Movie Press Club                         | 27th Star Awards for Television           | Mejor actor dramático                                  | Tom Rodríguez                 | Nominado  | [ 8 ]  |
| 2013 | Philippine Movie Press Club                         | 27th Star Awards for Television           | Mejor actriz de reparto del drama                      | Glydel Mercado                | Nominada  | [ 8 ]  |
| 2013 | Philippine Movie Press Club                         | 27th Star Awards for Television           | Mejor actor de reparto del drama                       | Roi Vinzon                    | Nominado  | [ 8 ]  |
| 2014 | Tagapuring mga Akademisyan ng Aninong Gumagalaw     | 12th Gawad Tanglaw Awards                 | El mejor rendimiento de conjunto (serie de televisión) | My Husband's Lover            | Ganadores | [ 9 ]  |
| 2014 | Entertainment Press Society                         | 5th Golden Screen TV Awards               | Mejor serie dramática original                         | My Husband's Lover            | Ganadores | [ 10 ] |
| 2014 | Entertainment Press Society                         | 5th Golden Screen TV Awards               | Mejor actuación de una actriz en una serie dramática   | Carla Abellana                | Ganadora  | [ 10 ] |
| 2014 | Entertainment Press Society                         | 5th Golden Screen TV Awards               | Mejor actuación de un actor en una serie dramática     | Dennis Trillo                 | Ganador   | [ 10 ] |
| 2014 | Entertainment Press Society                         | 5th Golden Screen TV Awards               | Mejor actuación de un actor en una serie dramática     | Tom Rodríguez                 | Nominado  | [ 10 ] |
| 2014 | Entertainment Press Society                         | 5th Golden Screen TV Awards               | Mejor actriz de reparto en una serie dramática         | Glydel Mercado                | Ganadora  | [ 10 ] |
| 2014 | Entertainment Press Society                         | 5th Golden Screen TV Awards               | Mejor actor de reparto en una serie dramática          | Kevin Santos                  | Nominado  | [ 10 ] |
| 2014 | Entertainment Press Society                         | 5th Golden Screen TV Awards               | Mejor actor de reparto en una serie dramática          | Roi Vinzon                    | Nominado  | [ 10 ] |
| 2014 | Philippine Entertainment Portal                     | The PEP List 2013 Pepsters' Choice Awards | Serie dramática en horario estelar del año             | My Husband's Lover            | Nominados | [ 11 ] |
| 2014 | Philippine Entertainment Portal                     | The PEP List 2013 Pepsters' Choice Awards | Artista de la televisión masculino del año             | Dennis Trillo                 | Nominado  | [ 11 ] |
| 2014 | Philippine Entertainment Portal                     | The PEP List 2013 Pepsters' Choice Awards | Artista de la televisión femenina del año              | Carla Abellana                | Nominada  | [ 11 ] |
| 2014 | Philippine Entertainment Portal                     | The PEP List 2013 Pepsters' Choice Awards | Artista del desbloqueo del año                         | Tom Rodríguez                 | Ganador   | [ 11 ] |
| 2014 | Philippine Entertainment Portal                     | The PEP List 2013 Pepsters' Choice Awards | Par de celebridades del año                            | Dennis Trillo y Tom Rodríguez | Ganadores | [ 11 ] |
| 2014 | Philippine Entertainment Portal                     | The PEP List 2013 Editors' Choice Awards  | Programa de televisión del año (horario estelar)       | My Husband's Lover            | Ganadores | [ 11 ] |
| 2014 | Philippine Entertainment Portal                     | The PEP List 2013 Editors' Choice Awards  | Artista del desbloqueo del año                         | Tom Rodríguez                 | Ganador   | [ 11 ] |
| 2014 | International Academy of Television Arts & Sciences | 42nd International Emmy Awards            | Mejor telenovela                                       | My Husband's Lover            | Nominados | [ 12 ] |
| 2014 | Television Asia Plus                                | 19th Asian Television Awards              | Mejor actor en un papel principal                      | Dennis Trillo                 | Ganador   | [ 13 ] |
| 2014 | Television Asia Plus                                | 19th Asian Television Awards              | Mejor director                                         | Dominic Zapata                | Nominado  | [ 13 ] |